# MISD
|                                               | Одиночний потік інструкцій Single Instruction | Множинний потік інструкцій Multiple Instruction |
| Одиночний потік даних Single Data             | SISD                                          | MISD                                            |
| Множинний потік даних Multiple Data           | SIMD                                          | MIMD                                            |
| Цей шаблон: переглянути обговорити редагувати |                                               |                                                 |

MISD (англ. multiple instruction, single data — множинний потік команд, одиночний потік даних) — це елемент класифікації згідно з таксономією Флінна де декілька функціональних модулів виконують різні операції над даними, це архітектура для паралельних обчислень.
Деякі автори відносять систолічні масиви процесорів, а магістральні машини до даної архітектури. Не дуже багато комп'ютерів існує на даній архітектурі, тому що MIMD та SIMD архітектури більш прийнятні для більшості поставлених задач.